# Adolf von Seckendorff (General, 1857)

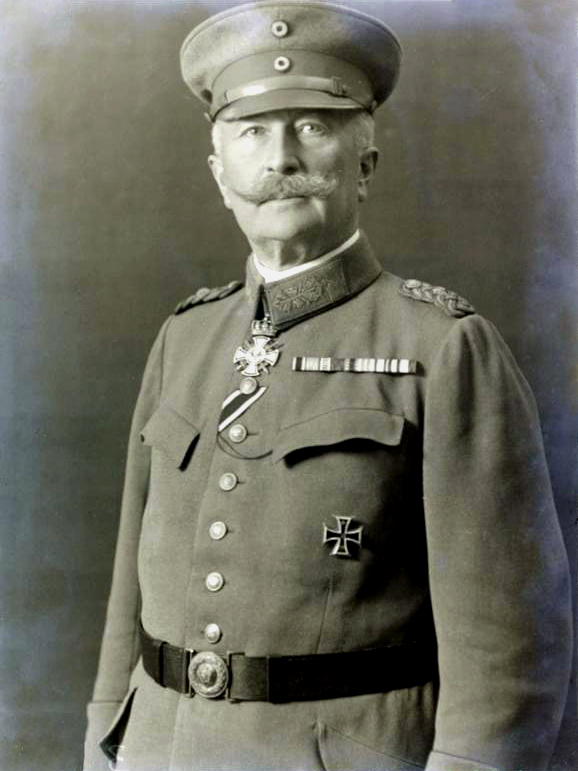
Adolf von Seckendorff (nach März 1918)

Franz Adolf Freiherr von Seckendorff (* 17. März 1857 in Debschwitz; † 8. Mai 1941 in Waldsieversdorf) war ein preußischer General der Infanterie.

## Leben

### Herkunft
Adolf entstammte dem 4. Zweig des 1. Astes der I. Linie des Gudentschen Stammes des Adelsgeschlechts von Seckendorff. Er war das vierte von zehn Kindern des preußischen Oberstleutnants Evan von Seckendorff (1821–1882) aus dessen erster Ehe mit Pauline, geborene von Flemming (1826–1864). Zu seinen Brüdern zählten der preußische General der Infanterie Gustav von Seckendorff (1848–1924) und der Vizeadmiral Albert von Seckendorff (1849–1921).

### Militärkarriere
Nach Absolvierung des Kadettenkorps trat Seckendorff am 23. April 1874 als charakterisierter Portepeefähnrich in das 7. Thüringische Infanterie-Regiment Nr. 96 der Preußischen Armee ein. Bis Mitte Oktober 1875 avancierte er zum Sekondeleutnant und diente von Oktober 1877 bis Okterber 1881 als Bataillons- sowie anschließend als Regimentsadjutant. Mit einem Patent vom 16. Oktober 1874 folgte am 15. April 1884 seine Versetzung in das 2. Garde-Regiment zu Fuß. Ende des Jahres rückte Seckendorff zum Premierleutnant auf und war ab März 1889 auf ein Jahr zur Dienstleistung beim Großen Generalstab kommandiert. Unter Beförderung zum Hauptmann und Belassung im Großen Generalstab wurde er anschließend in eine Hauptmann-Stelle im Generalstab der Armee eingereiht. Mit Wirkung zum 19. Juni 1890 kommandierte man ihn für zwei Monate zur Vertretung des beurlaubten Oberstleutnants Adolf von Deines an die Deutsche Botschaft in Wien. Nach einer Verwendung im Generalstab der 20. Division trat Seckendorff Ende März 1893 in den Truppendienst zurück und diente für zwei Jahre als Kompaniechef im Füsilier-Regiment „General-Feldmarschall Prinz Albrecht von Preußen“ (Hannoversches) Nr. 73. Unter Überweisung zum Generalstab der 1. Garde-Infanterie-Division erfolgte anschließend seine Versetzung in den Generalstab der Armee. Er avancierte Mitte September 1895 zum Major und war ab dem 18. November 1897 als Bataillonskommandeur im 2. Garde-Regiment zu Fuß wieder im Truppendienst tätig.
Mit Wirkung zum 1. Januar 1900 wurde Seckendorff unter Überweisung zum Großen Generalstab erneut in den Generalstab der Armee versetzt. Zeitweise war er zur Vertretung des erkrankten Generalstabsoffiziers der 1. Garde-Infanterie-Division kommandiert, bevor er ab dem 16. Juni des Folgejahres unter Stellung à la suite des Generalstabes der Armee als Militärlehrer an der Kriegsakademie wirkte. In dieser Eigenschaft Ende April 1902 zum Oberstleutnant befördert, wurde Seckendorff am 24. August 1904 zur Vertretung des abkommandierten Chefs des Generalstabes des IV. Armee-Korps kommandiert und Mitte September unter Versetzung in den Generalstab der Armee zum Chef dieses Stabes ernannt. Er wurde am 16. März 1905 Oberst und war vom 10. April 1906 bis zum 20. März 1908 Kommandeur des Infanterie-Regiments „von der Goltz“ (7. Pommersches) Nr. 54 in Kolberg. Anschließend zum Kommandanten von Mainz ernannt, erhielt Seckendorff am 27. Januar 1909 den Charakter als Generalmajor und wurde am 3. März 1910 unter Verleihung eines Patents zu seinem Dienstgrad als Kommandant nach Königsberg versetzt. In dieser Stellung erhielt er anlässlich des Ordensfestes im Januar 1912 den Roten Adlerorden II. Klasse mit Eichenlaub sowie am 22. April 1912 den Charakter als Generalleutnant. Aus gesundheitlichen Gründen wurde Seckendorff am 18. Februar 1913 von seinem Posten entbunden und mit Belassung seines Wohnsitzes in Königsberg zu den Offizieren von der Armee versetzt. In Genehmigung seines Abschiedsgesuches wurde er schließlich am 4. April 1913 mit der gesetzlichen Pension zur Disposition gestellt. Anlässlich seiner Verabschiedung verlieh ihm Wilhelm II. den Stern zum Kronen-Orden II. Klasse.
Mit Ausbruch des Ersten Weltkriegs wurde Seckendorff als z.D.-Offizier wiederverwendet, war zunächst Etappeninspekteur der 4. Armee und erhielt am 24. Dezember 1914 das Patent zu seinem Dienstgrad als Generalleutnant. Wie die amtlichen Mitteilungen des Großen Hauptquartiers vermeldeten, führte er im Februar 1918 einen Truppenverband, der die Festung Reval eroberte. Für sein Wirken zeichnete man ihn mit dem Kreuz der Komture des Königlichen Hausorden von Hohenzollern mit Schwertern aus. In der Folgezeit war Seckendorff ab dem 16. März 1918 über das Kriegsende hinaus bis zum 12. Januar 1919 Führer des Generalkommandos 68 sowie Militärgouverneur von Estland.
Am 25. September 1919 erhielt er mit Dienstalter vom 12. Januar 1919 den Charakter als General der Infanterie.

### Familie
Seckendorff heiratete am 6. Oktober 1892 in Minden Johanna, geschiedene von Voß, geborene Freiin von Beust. Die Ehe blieb kinderlos. Bereits 1920 war ihr Wohnsitz Waldsieversdorf bei Berlin, einem Gut der Familie von Flemming.